# Loi relative à l'organisation et à la promotion des activités physiques et sportives
Lire en ligne

sur Légifrance : Texte de la loi

loi du 29 octobre 1975, dite « loi Mazeaud »
La loi n°84-610 du 16 juillet 1984 relative à l'organisation et à la promotion des activités physiques et sportives, dite loi Avice (du nom d'Edwige Avice, ministre déléguée à la Jeunesse et aux Sports) est une loi française qui dispose que les fédérations sportives agréées participent à l’exécution d’une mission de service public et sont chargées de « développer et d’organiser la pratique des activités sportives, d’assurer la formation et le perfectionnement de leurs cadres bénévoles et de délivrer les titres fédéraux ».